# Jarra diadoxi
Jarra diadoxi är en stekelart som först beskrevs av Nixon 1954.  Jarra diadoxi ingår i släktet Jarra och familjen bracksteklar. Inga underarter finns listade i Catalogue of Life.